# Michael Cronin (écrivain)
Pour les articles homonymes, voir Cronin.
Michael Cronin, né Brendan Leo Cronin en 1907 et mort en 1987, est un écrivain britannique, auteur de nombreux romans policiers.

## Biographie
Il fait des études au Queens College (aujourd'hui l'Université nationale d'Irlande à Galway). Il devient enseignant au sein de la Royal Air Force, puis, durant la Seconde Guerre mondiale, il intègre successivement la police militaire et les services de renseignements de la Royal Air Force.
En 1950, il publie son premier roman, intitulé No Sale, sous le nom de plume Michael Cronin. Deux de ses romans sont traduits en français, Sautez le mur (Climb the Wall) en 1958 dans la collection Le Masque et Ça jette un froid (Begin with a Gun) en 1960 dans la collection Un mystère.
Il crée trois personnages récurrents, Richard Maidment dit The Pilgrim que l'on retrouve dans Sautez le mur et Ça jette un froid ; James Hellier, un ancien agent secret devenu détective ; et Sam Harris, un petit escroc qui se retrouve souvent dans le pétrin.
Il utilise les pseudonymes David Miles pour quatre autres romans policiers et M. E. Miles pour deux autres ouvrages.
Deux de ses romans sont adaptés au cinéma : Paid in Full (1953), sous le titre Johnny on the Spot, un film britannique réalisé par Maclean Rogers (en) en 1954 ; ainsi que You Pay Your Money (en) (1954) dans un film au titre éponyme du même réalisateur en 1957. Dans chacun de ces films, le héros, nommé respectivement Johnny Breakes et Bob Westlake, est interprété par l'acteur écossais Hugh McDermott.

## Œuvre

### Romans signés Michael Cronin

#### SérieRichard Maidment, dit The Pilgrim
- Paid in Full (1953)
- I Can Cope (1955)
- Climb the Wall (1956) Publié en français sous le titre Sautez le mur, Paris, Librairie des Champs-Élysées, coll. « Le Masque » no 607, 1958
- Sweet Water (1957)
- Begin with a Gun (1960) Publié en français sous le titre Ça jette un froid, Paris, Presses de la Cité, coll. « Un mystère », 1re série, no 533, 1960
- The Marksman (1974)

#### SérieJames Hellier
- Man Alive (1968)
- Caribbean Kidnap (1969)
- Emergency Exit (1970)
- The Long Memory (1971)
- Escape at Sunrise (1972)
- The Big C (1973)

#### SérieSam Harris
- A Black Leather Case (1971)
- The Con Game (1972)
- The Big Tickle (1974)
- The Final Installment (1976)

#### Autres romans
- No Sale (1950)
- Strictly Legitimate (1951)
- You Never Learn (1952)
- Leave It to Me (1953)
- Pacific Pearl (1954)
- You Pay Your Money (1954)
- Loser Takes Nothing (1955)
- The Night of the Party (1957)
- The Elusive Lady (1957)
- The Unquiet Night (1958)
- Dead, and Done With (1959)
- The Second Bounce (1959)
- The Spanish Lady (1960)
- Curtain Call (1961)
- The Loose End (1961)
- The Dangerous Lady (1962)
- The Fast Exit (1962)
- Man at Large (1962)
- Ask for Trouble (1963)
- Murder Mislaid (1963)
- The Last Indictment (1964)
- Murder Incidental (1965)
- The Intruder (1966)
- Jump the Gun (1966)
- The Girl on the Beach (1967)
- Marked to Die (1967)
- By His Own Hand (1969)
- Dead Loss (1970)
- A Proper Carve-Up (1970)
- Nobody Needs a Corpse (1972)
- Duet for Death (1973)
- Death in Transit (1974)
- The Killing Is Easy (1975)
- Strictly Private Business (1975)
- Fit to Kill (1976)
- The Macamba Project (1977)
- A Pair of Knaves (1977)
- Unfinished Business (1977)
- Man on the Run (1978)
- The Born Loser (1980)
- Epitaph for a Lady (1980)

### Romans signés David Miles
- Inside Out (1960)
- Nice And Easy (1961)
- Split Down The Middle (1962)
- Over The Edge (1964)

### Autre ouvrage signé Michael Cronin
- The Flying Kidnappers (1938)

### Autres ouvrages signés M. E. Miles
- Airplane Base
- Pirates of the Air (1937)

## Filmographie

### Adaptations
- 1954 : Johnny on the Spot, film britannique réalisé par Maclean Rogers (en), adaptation du roman Paid in Full publié en 1953
- 1957 : You Pay Your Money (en), film américano-britannique réalisé par Maclean Rogers, adaptation du roman éponyme publié en 1954

## Sources
- Jacques Baudou et Jean-Jacques Schleret, Le Vrai Visage du Masque, vol. 1, Paris, Futuropolis, 1984, 476 p. (OCLC 311506692), p. 142.